# Hermannsdenkmal
L'Hermannsdenkmal (lett. "Monumento ad Arminio") è un monumento situato a Detmold, nel Land Renania Settentrionale-Vestfalia, nella parte meridionale della foresta di Teutoburgo. Venne realizzato tra il 1838 ed il 1875 su progetto di Ernst von Bandel.
Il monumento celebra il capo della tribù germanica dei Cherusci, Arminio (in latino Arminius, in tedesco noto come Hermann, Armin o Irmin), e la battaglia della foresta di Teutoburgo - nota anche come il disastro di Varo - durante la quale le legioni romane guidate da Publio Quintilio Varo subirono una decisiva sconfitta, principalmente con l'inganno ed il tradimento da parte dello stesso Arminio che era alleato di Roma, dove era cresciuto ed aveva una posizione nella classe equestre.

## Contesto storico

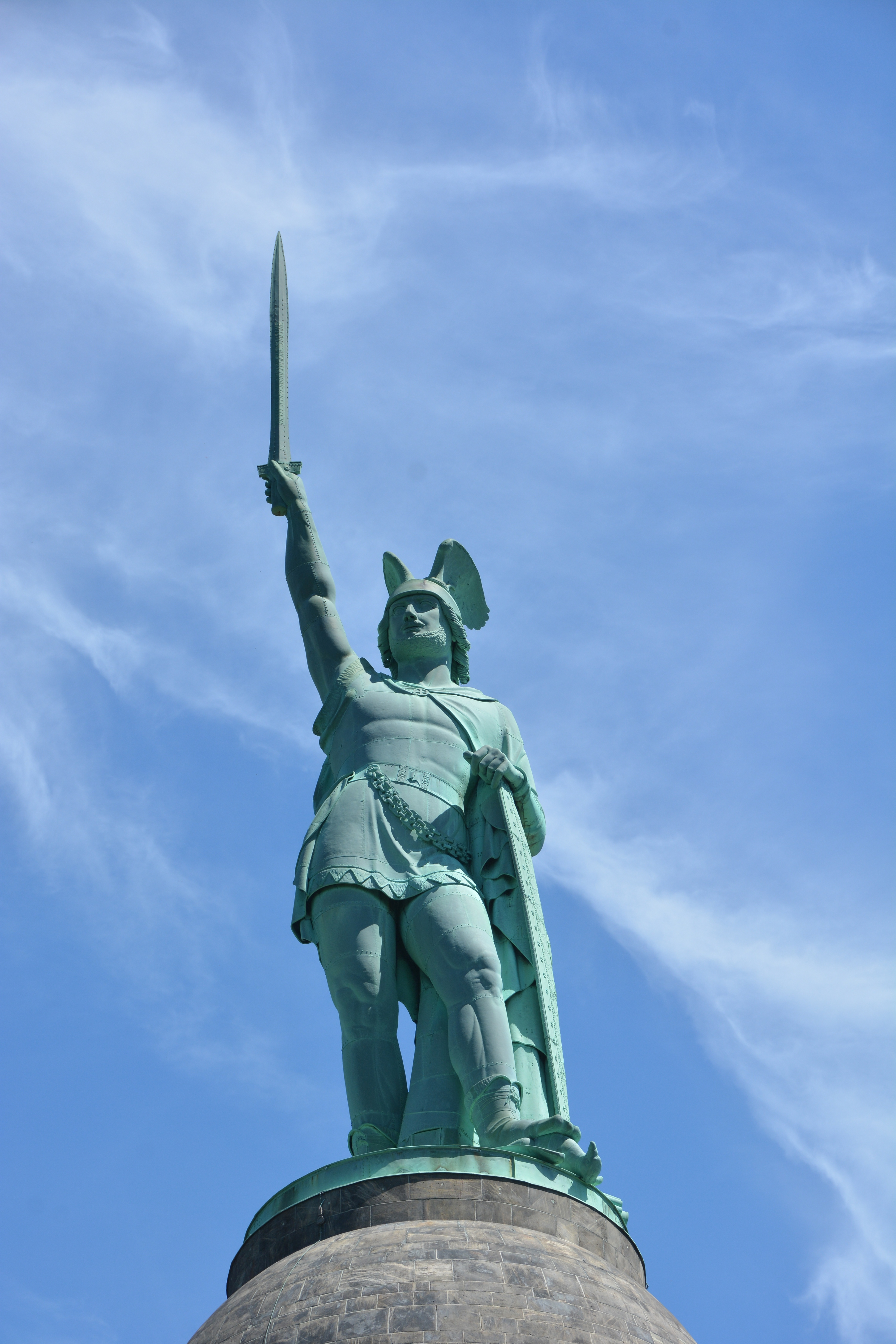
Primo piano sulla statua. La sola spada misura 7 metri.

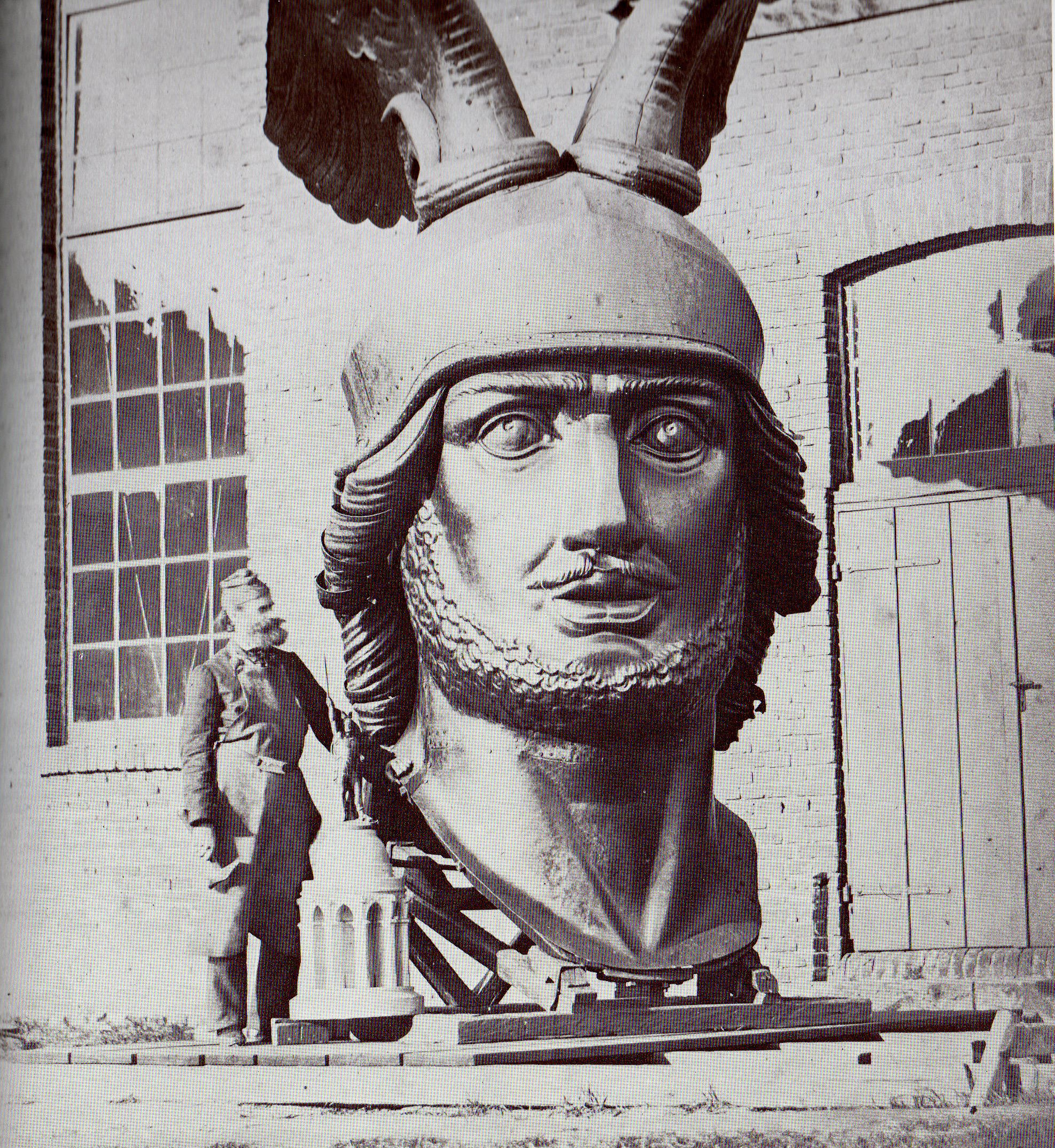
Ernst von Bandel con la testa di Arminio nel proprio atelier di Hannover.

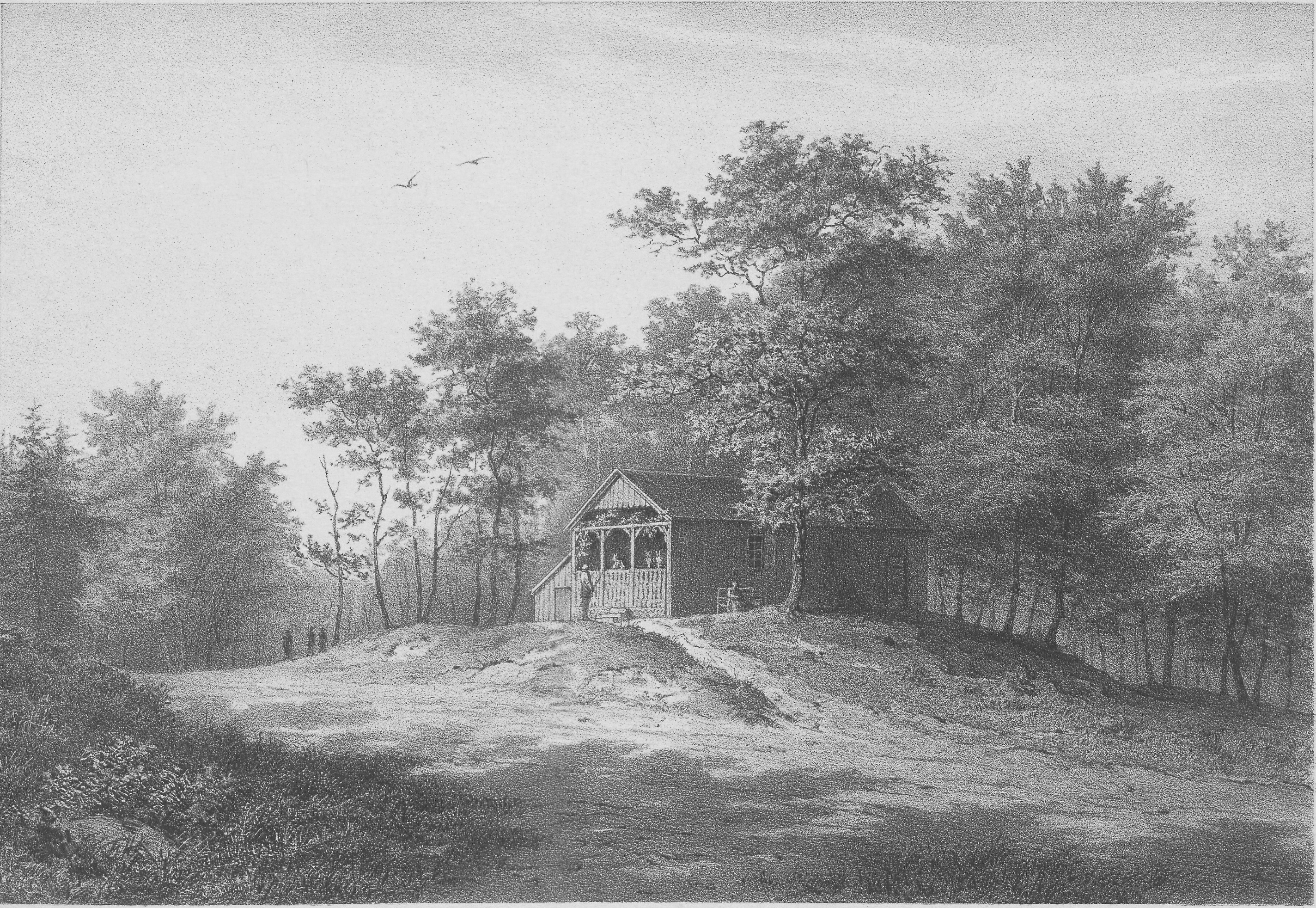
L'abitazione di von Bandel presso l'Hermannsdenkmal, 1875.

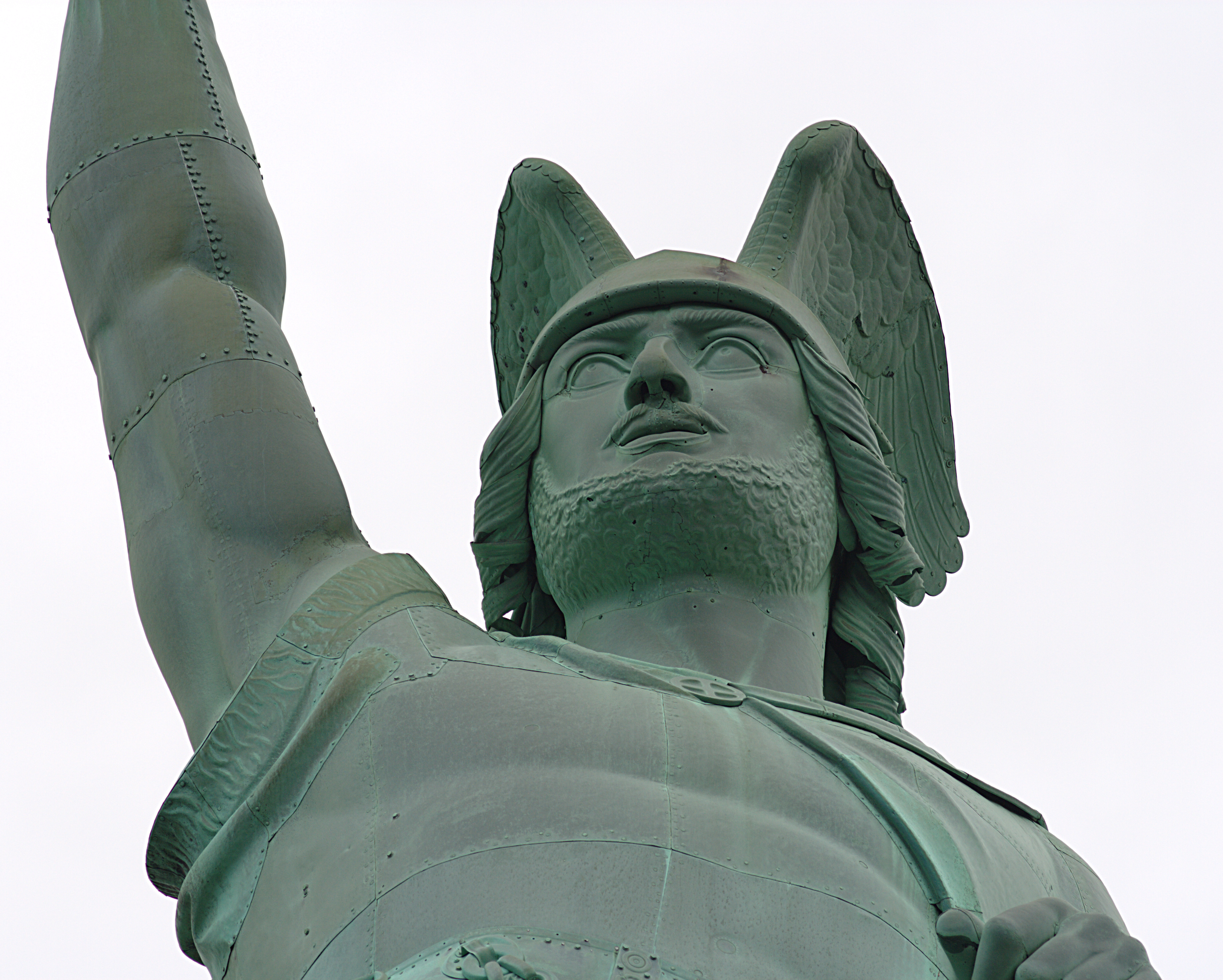
Particolare della statua: sono visibili le giunzioni tra le lastre di rame.

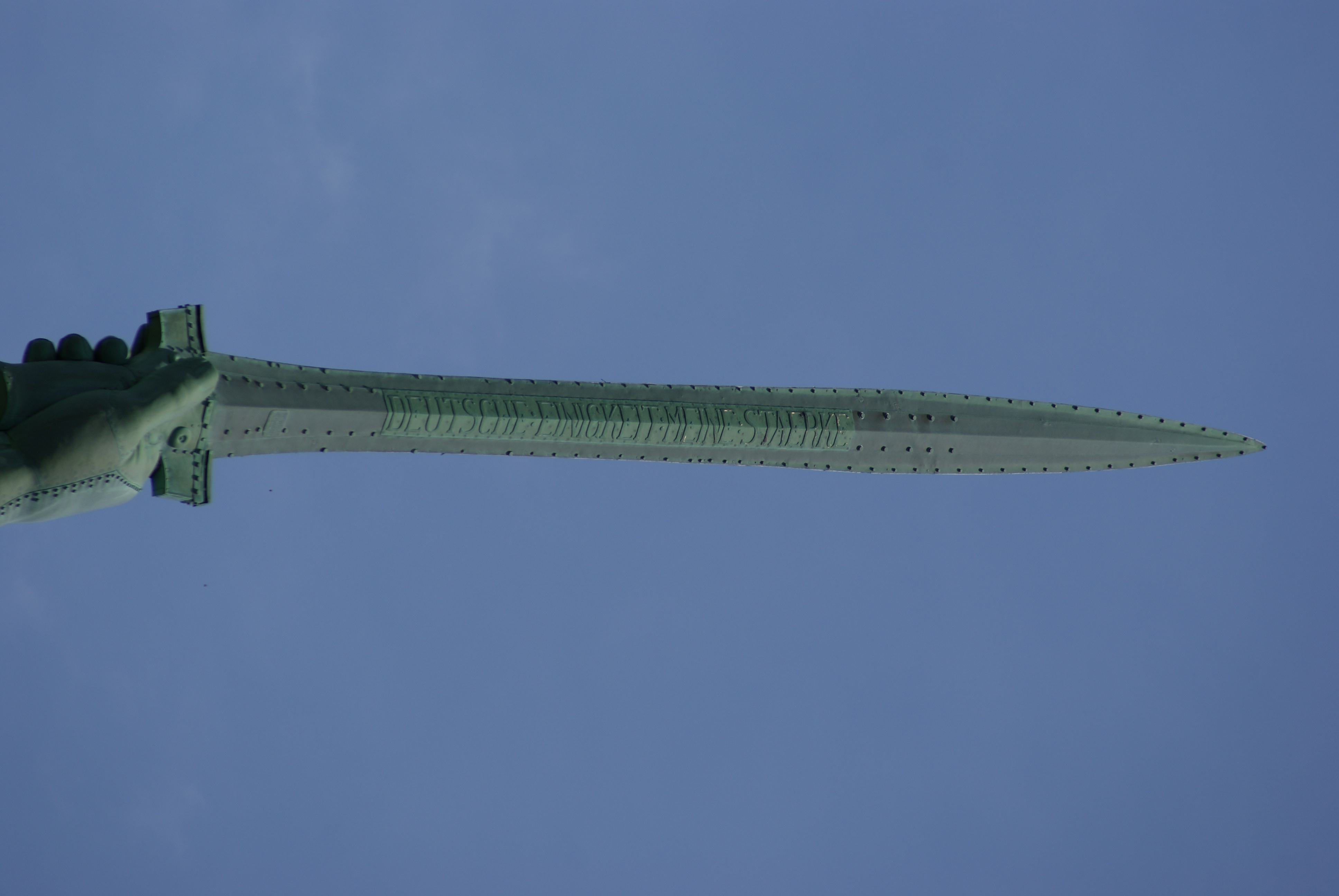
La spada: appare ben visibile la scritta „DEUTSCHE EINIGKEIT, MEINE STAERKE“.

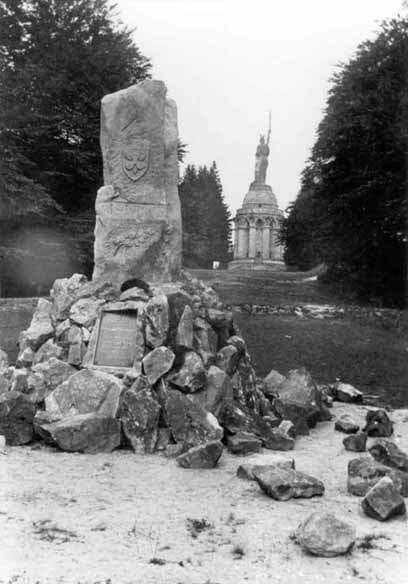
La Bismarckstein (lapide commemorativa dedicata a Bismarck) nei pressi dell'Hermannsdenkmal, 1920.

La costruzione del monumento è da collocarsi all'interno della situazione socio-politica della Germania del XIX secolo, nel cosiddetto periodo di ostilità franco-tedesca che caratterizzò per innumerevoli anni i conflitti tra le due sponde del fiume Reno: in seguito alle sconfitte subite da parte delle truppe napoleoniche ed alla conseguente presa di coscienza dell'eccessiva frammentazione politica degli allora stati germanici, iniziò all'epoca un percorso di ricerca dell'identità nazionale all'interno dei simboli e degli avvenimenti del passato. Iniziò così ad essere attualizzata la figura di Arminio come quella del primo unificatore, nella storia, delle genti tedesche (per la precisione, Arminio lo fu di tribù germaniche), un personaggio riscoperto già dal XVI secolo dagli umanisti tedeschi interessati alla storia romana.

### I monumenti nazionali nella Germania del XIX secolo
L'Hermannsdenkmal si inserisce all'interno di un più ampio movimento di costruzione di monumenti simboleggianti l'unità nazionale, come il Walhalla di Ratisbona - completato nel 1842 - o il Niederwalddenkmal di Rüdesheim am Rhein, terminato nel 1883. Si trattava, anche in questo caso, di monumenti eretti secondo canoni evidentemente classicisti, pur esaltando tematiche tipicamente germaniche: anche questa fusione risulta essere tipica di quest'epoca caratterizzata dalla ricerca di una comune identità.